# Myosotis macrocalyx
Myosotis macrocalyx är en strävbladig växtart som först beskrevs av Fisch. och C.A.Mey., och fick sitt nu gällande namn av O.D.Nikif. Myosotis macrocalyx ingår i släktet förgätmigejer, och familjen strävbladiga växter. Inga underarter finns listade i Catalogue of Life.